# South Fork, Pennsylvania
South Fork är en kommun av typen borough i Cambria County i Pennsylvania. Vid 2020 års folkräkning hade South Fork 954 invånare.